# 김관현 (1955년)
김관현(1955년 2월 7일 ~ )은 대한민국의 유도 선수이다. 그는 1984년 하계 올림픽 남자 오픈 부문 에 출전했다.